# Stará Ves nad Ondřejnicí
Stará Ves nad Ondřejnicí – wieś i gmina w powiecie Ostrawa-miasto, w kraju morawsko-śląskim, w Czechach. Liczba mieszkańców wynosi 735, a powierzchnia 4,84 km². 
Miejscowość położona jest na północnych Morawach nad potokiem Ondřejnice i u ujścia rzeki Lubina do Odry, która stanowi również zachodnią granicę gminy. Od strony północnej sąsiaduje z Ostrawą, od wschodniej z należącymi do powiatu Frydek-Mistek Krmelínem i Bruszperkem, na wschodzie i południu z należącymi do powiatu Nowy Jiczyn Jistebníkiem, Petřvaldem i Trnávką.
Od 1941 roku do 31 grudnia 2006 roku miejscowość wchodziła w skład powiatu Frydek-Mistek, 1 stycznia 2007 została objęta rozszerzonym powiatem Ostrawa-miasto.

## Podział administracyjny
Gmina składa się z dwóch części i gmin katastralnych:
- Stará Ves nad Ondřejnicí – położona we wschodniej części gminy, ma powierzchnię 1401,32 ha[2]. W 2001 mieszkało tu 2049 z 2448 osób zemieszkujących całą gminę[3].
- Košatka (gmina katastralna: Košatka nad Odrou) – położona w zachodniej części gminy u ujścia rzeki Lubina do Odry, ma powierzchnię 478,38 ha[4]. W 2001 mieszkało tu 338 osób[3]. Włączona do Starej Vsi 1 stycznia 1980[5].

## Historia
W 1267 biskup ołomuniecki Bruno ze Schauenburku przyłączył do włości biskupich majątek Bruneswerde, który otrzymał od wdowy po Konradzie z Plavče, który władał tym obszarem w pierwszej połowie XIII wieku. Nazwa ta po niemiecku oznaczała tyle co rzeczna wyspa (ostróg) Bruna, znajdowała się gdzieś w pobliżu rzek Odry i Ondřejnice i miejscowości Brušperk i Paskov. Problemem lokalizacji Bruneswerde zajmowało się wielu historyków, z których część przypuszczała, że centrum tych dóbr stanowiła Stará Ves.
W 1536 miejscowość zaczęła używać herbu gminnego przedstawiającego złotą różę. W latach 1560–1570 śląski ród Syrakovskich z Pěrkova władający wsią wybudował tu renesansowy dwór, a w latach 1587-1589 kościół. W 1869 wieś (bez Košatki) liczyła 1292 mieszkańców, w 1921 1801, a w 1970 1855.